# ヌビア王国

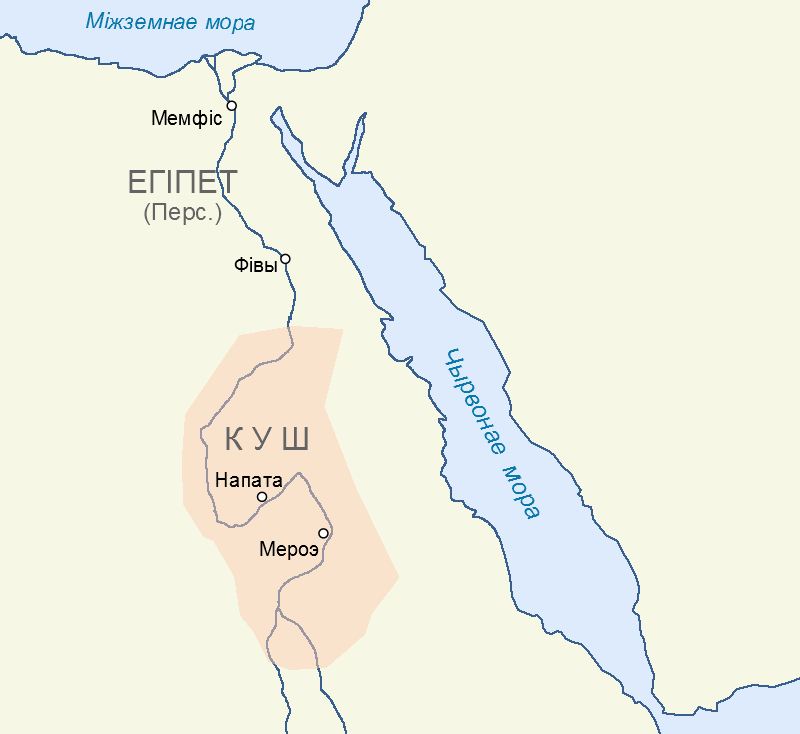
ヌビア人の勢力範囲、この地域が基盤となって成立した。

ヌビア王国（ヌビアおうこく、英語: Nubia [ˈnjuːbiə]、メロエ語: Qes、エジプト語: 𓎡𓄿𓈙𓈉 kꜣš、アッカド語:  Kûsi、古代ギリシア語〈七十人訳聖書〉: Χους/Αἰθιοπία、コプト語: ⲉϭⲱϣ Ecōš、ヘブライ語: כּושׁ Kūš）、またはクシュ王国とは、紀元前26世紀から紀元後4世紀の間、現在の南エジプト及びスーダン（ヌビア）において存在した一連の王国である。古代ヌビア人による国であるケルマ王国、エジプト第25王朝、ナパタ王国、メロエ王国などが含まれる。歴史的にはクシュとも呼ばれる。初期は古代エジプトの色濃い影響下にあり、後にエジプト本土にエジプト第25王朝を建てるもすぐに撤退、都市ナパタ・メロエを中心とした鉄器文明と独自のメロエ文字を持つ国家として4世紀中期まで存続し、アクスム王国などキリスト教諸国に取って代わられた。

## 沿革

エジプト第25王朝の版図

ヌビア人は紀元前26世紀頃、古代エジプトではエジプト古王国にあたる時期からヌビアで国家を築いたが、これはアフリカの黒人王国のうち最古であるとされる。
元来、ヌビアの地は古代エジプトの支配下にあり、その影響下に置かれ、金の産出地として知られた。紀元前25世紀から紀元前15世紀頃にはケルマ文化が栄えた。その中心都市ケルマは最初期のヌビアにおける中心地の一つであるが、後にエジプト中王国（紀元前20世紀頃 - 紀元前18世紀頃) の支配を受け、古代エジプトの貿易拠点の一つとなった。また、紀元前1450年頃にはエジプト第18王朝のファラオ・トトメス3世が下ヌビアのナイル川第4急灘付近まで勢力を拡大した際、ゲベル・バルカルと呼ばれる岩山が南限として定められたが、ここにはエジプト新王国で主神として扱われたアメンの神殿が建設され、後にヌビア人によるアメン神への崇拝を受けヌビア地域の宗教的中心地となったという。更に、トトメス3世はゲベル・バルカルの近くに約300年後のナパタ王国でその中心地となる都市ナパタを建設した。ナパタ周辺の遺跡からは、少なくとも13の神殿と3つの宮殿やヌビアのピラミッドが確認されている。現在、ゲベル・バルカルはナパタや周辺のピラミッドなどとあわせてゲベル・バルカルとナパタ地方の遺跡群として世界遺産に登録されている。

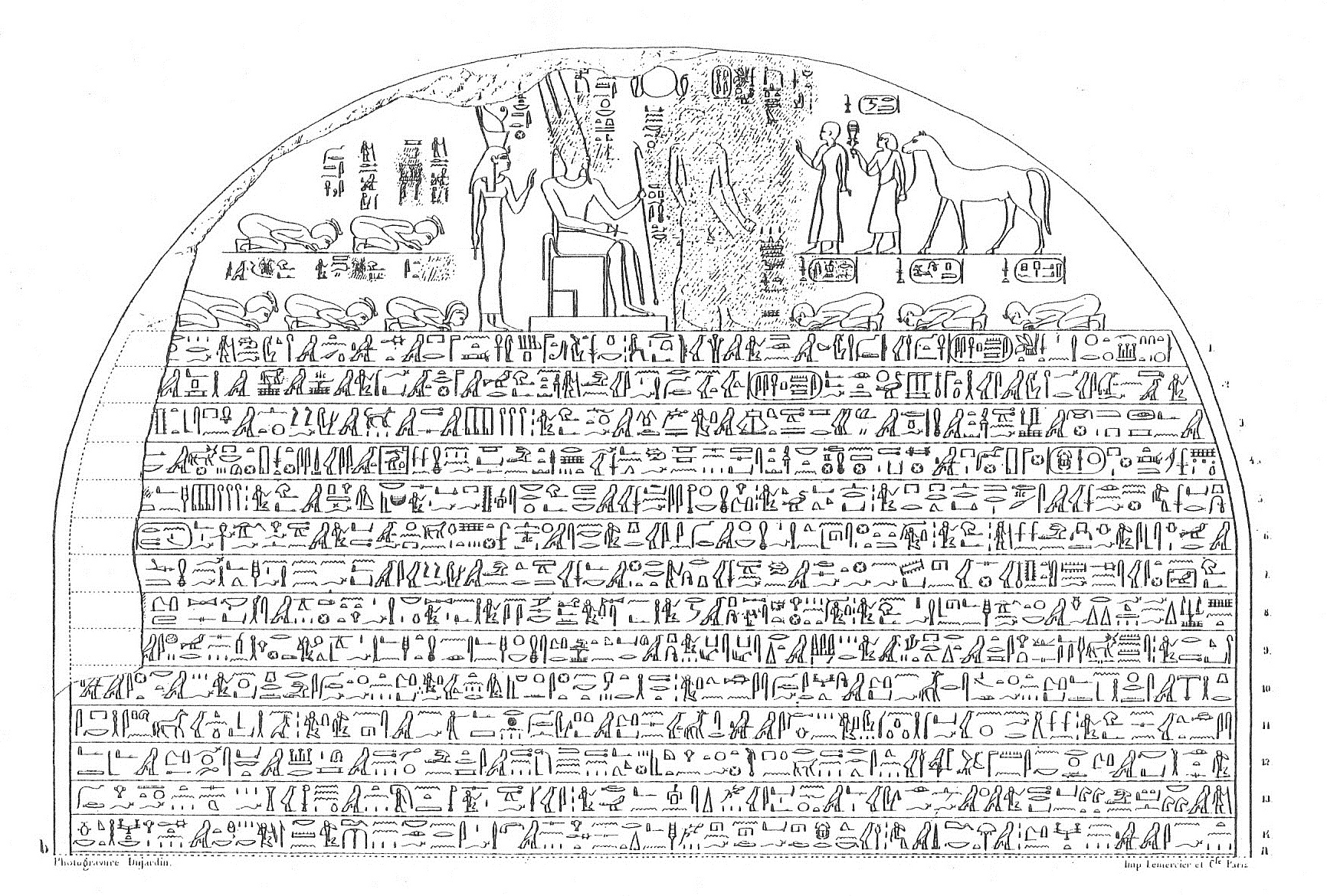
ピイの碑文。上部には貢物を受けるピイの姿が、下部にはエジプトにおけるピイの勝利を示す文が彫られている。

紀元前1070年頃に新王国が終焉し、古代エジプトがエジプト第3中間期の混乱期を迎えると、テーベの王朝のヌビアへの支配は衰退し、代わって土着のヌビア人の王朝が力を持ち始め、現在のスーダン北部のナパタを中心とする独立王国となった。ヌビア王国の王カシュタのころ、ヌビアはとても有力になり、紀元前7世紀には上エジプトのテーベを陥落させた。その息子であるピイの時代になると、ヌビアはエジプト第24王朝など諸勢力を破り全エジプトを征服し、紀元前747年にはエジプト第25王朝（ヌビア朝、紀元前751年 - 紀元前656年）を打ち建てた。エジプト第24王朝に対する勝利は、ゲベル・バルカルで発見されたピイの碑文に記念されている。
このころの文化は、ほとんどエジプト化されていたと考えられている。その証拠として、のちに本拠地となるメロエには、エジプト的なピラミッドがいくつも建造された（ヌビアのピラミッド）。

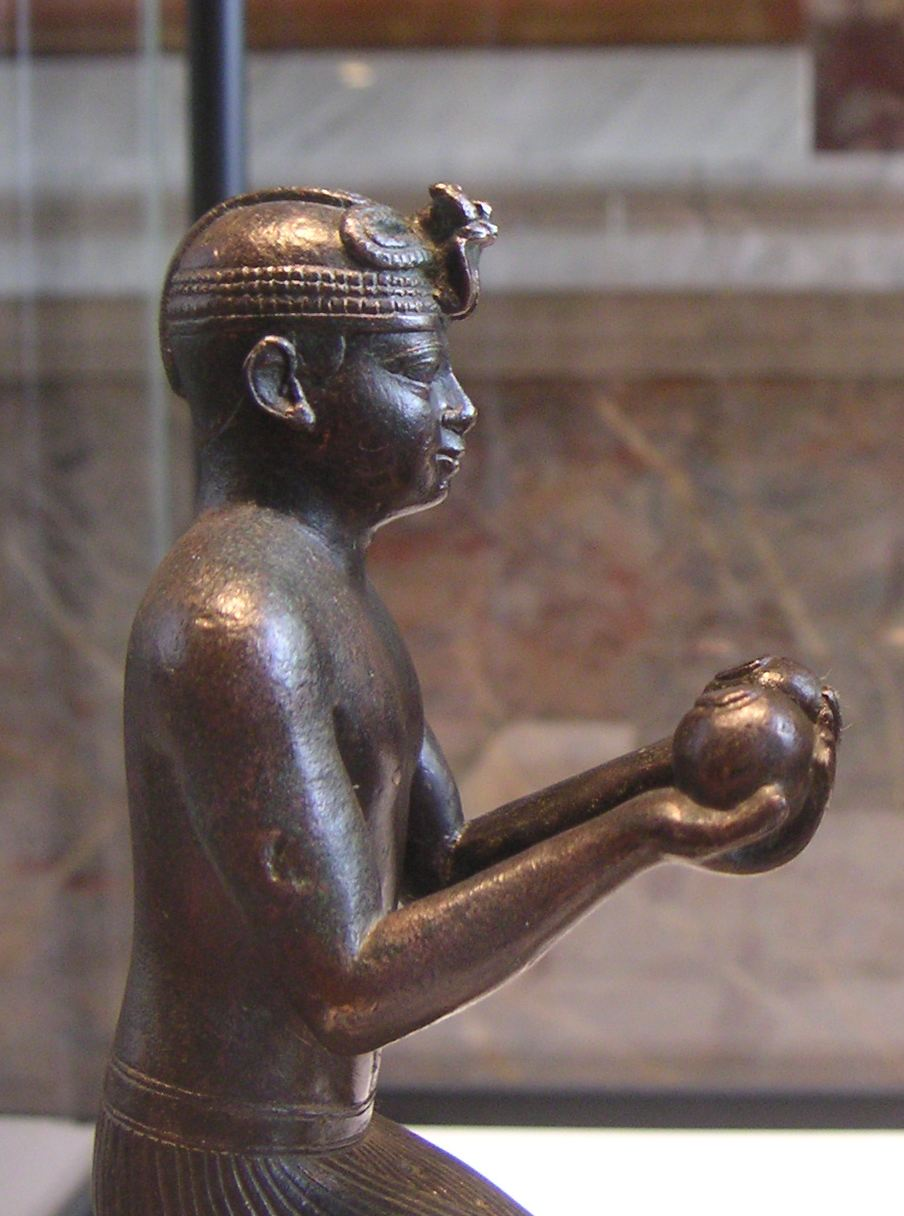
タハルカ

ピイが死去したのち、シャバカ、次いでシャバタカの治世を経たタハルカがファラオの時代、紀元前656年にはメソポタミアに位置するアッシリアの侵攻を受け、宮廷はナパタへと退却した。タハルカの甥であるタヌトアメンはアッシリアがエジプトに置いたエジプト第26王朝を攻撃し、下エジプトまでを占領し一時的な失地回復に成功する。しかし、アッシリアの逆侵攻を受け最終的にエジプトを喪失、ヌビアによるエジプト支配期は終焉した。一方で、ヌビアに撤退したのち、古代エジプトとは異なる文化や宗教が栄え、それらはナパタやメロエに残るヌビアのピラミッドなどに遺構をとどめている。紀元前590年にナパタがエジプト軍に侵攻を受け、より南方に位置するメロエに遷都され、新たにヌビア王国の中心地となった。メロエは通商のルートであったアトバラ川とナイル川の合流点近くにあり、雨に恵まれ、鉄鉱石と燃料となる樹木が存在するなど製鉄に有利な土地であったことが知られている。メロエには王宮、王や王妃の墓であるピラミッド、神殿、浴場、住居の他、貯水池などの大規模な水利施設などの遺跡が現存している。他方、ナカ、ワド・ベン・ナカ、バサ (スーダン)、ウンム・ウスダなど各地の遺跡には歴代王の造営した宮殿、神殿、ピラミッドなどの遺構が残されているが、特にムサワラット・エス・スフラはメロエと並ぶ規模の遺跡で、かつては都市であった。メロエ期には独自の文字であるメロエ文字が成立したほか、交易や黒人王国としては初となる製鉄によって繁栄、また、ケルマ、カワ、エル・クッルなどの都市は通商で栄えた。
一方、ヌビアの東南方に位置するキリスト教系の王国であるアクスム王国は、次第にヌビア王国を脅かす勢力として台頭し、4世紀にメロエの王朝はアクスム王国に滅ぼされた。王族の一部はスーダン中部のコルドファンや西部のダルフールに落ち延びたという。その後、5世紀頃にはヌビア王国の故地にノバタエ王朝が成立し、5世紀にはキリスト教化した。こうして、メロエやスーダンを支配した、エジプト文明の影響を受けたヌビア人国家は消滅したが、その民族と文化の系譜は5世紀以降にヌビア王国の故地に勃興したキリスト教諸王国に連なり、そして、「エチオピア」へと連なっていったのである。一方で、メロエ語とメロエ文字は使われなくなり、代わってコプト語の祖となる言語が用いられるようになった。

## 文化
ヌビア王国の文化は、ほとんどエジプト化されていたと考えられている。宗教的にもかなりエジプトの影響を受けており、前述したようにアメン信仰が盛んであった。都であったナパタやメロエの周辺には王室のピラミッド墓が造営され、現在でも残っており、それらは現在では
ゲベル・バルカルとナパタ地方の遺跡群、メロエ島の考古遺跡群として世界遺産に登録されているものもある。メロエの遺跡からは鉄器が出土しており、また周辺には膨大な鉄滓が残存しているなど、メロエでは鉄生産が非常に盛んであったとされる。
政治制度としては、後期のメロエ王朝には男王（Qore）のほか、カンダケ（Kandakē）という称号で呼ばれた女王も数多く存在したことが確認されている。これは王妃や王太后の称号でもあり、この称号は紀元前1世紀から紀元後1世紀にかけての史料のほか、新約聖書の使徒言行録第8章27節において述べられている（なお、この節ではフィリポがエルサレム巡礼の帰途にあったカンダケに仕えていたある宦官に洗礼を授けたことが記されている）。また、エジプトの王朝のようにアメンの神官たちが勢力を拡大し、政策にも影響を及ぼすこともあった。しかし、古代エジプトの宗教、例えばアメン神が信仰されていたとともに、その他の宗教も広く信仰されていたと考えられている。例えば、メロエ特有の神でエジプトとナパタでは確認されていないアペデマク神はインド由来とみられ、このような神も崇拝された。ムサワラット・エス・スフラにはアペデマク神の神殿がある。

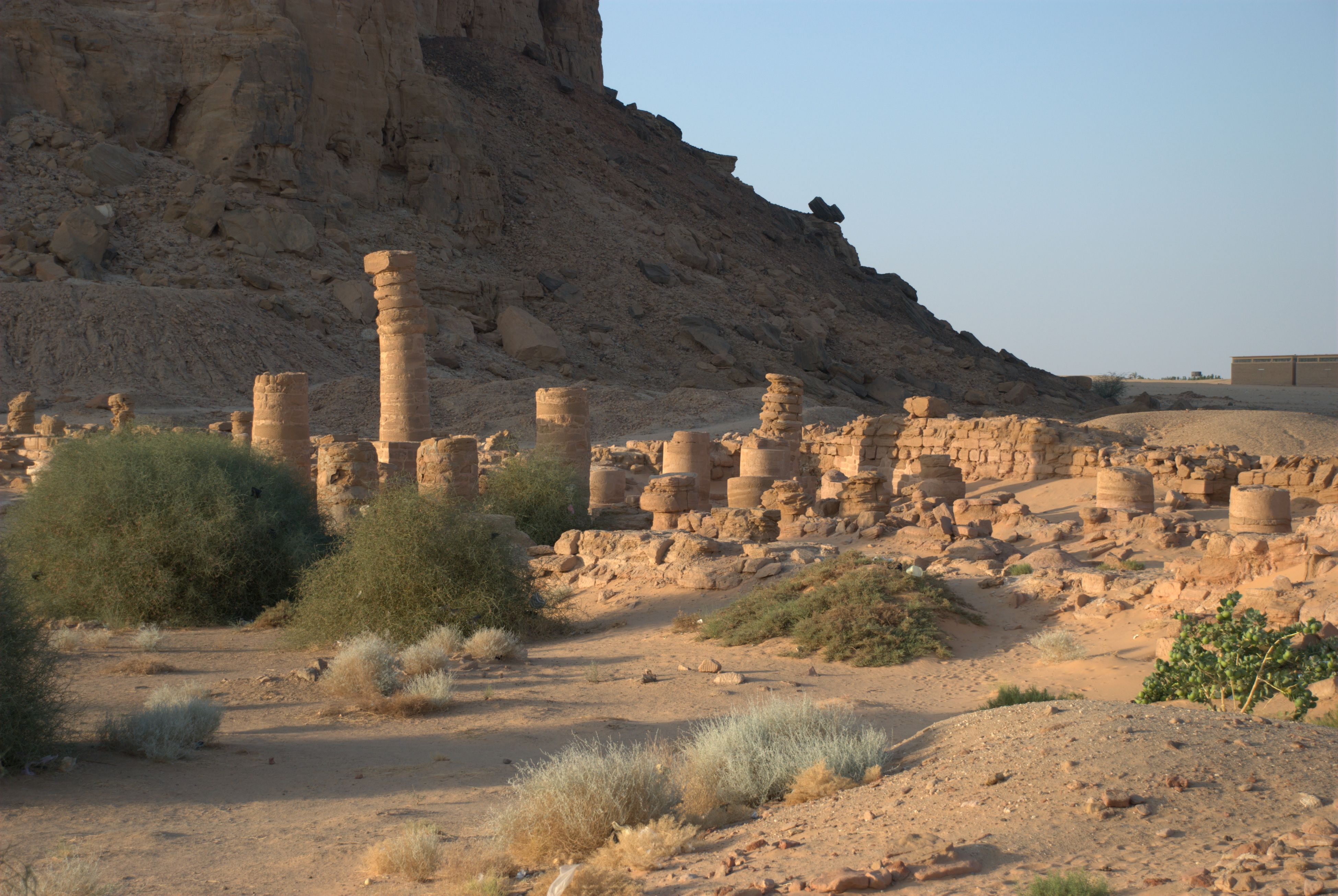
ゲベル・バルカル（奥）とアメン神殿の遺跡（手前）
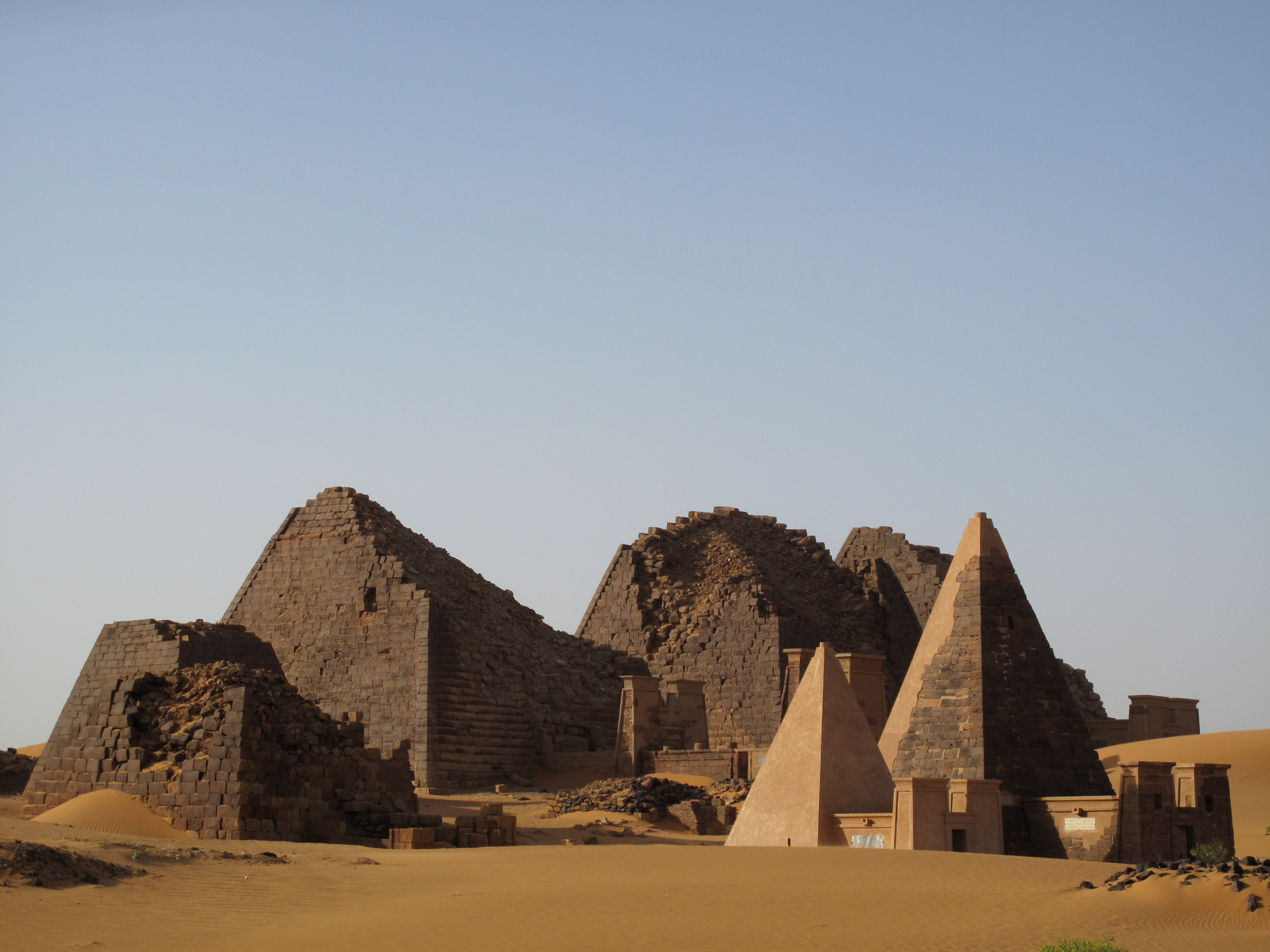
メロエにあるピラミッド（en:Pyramids of Meroë）
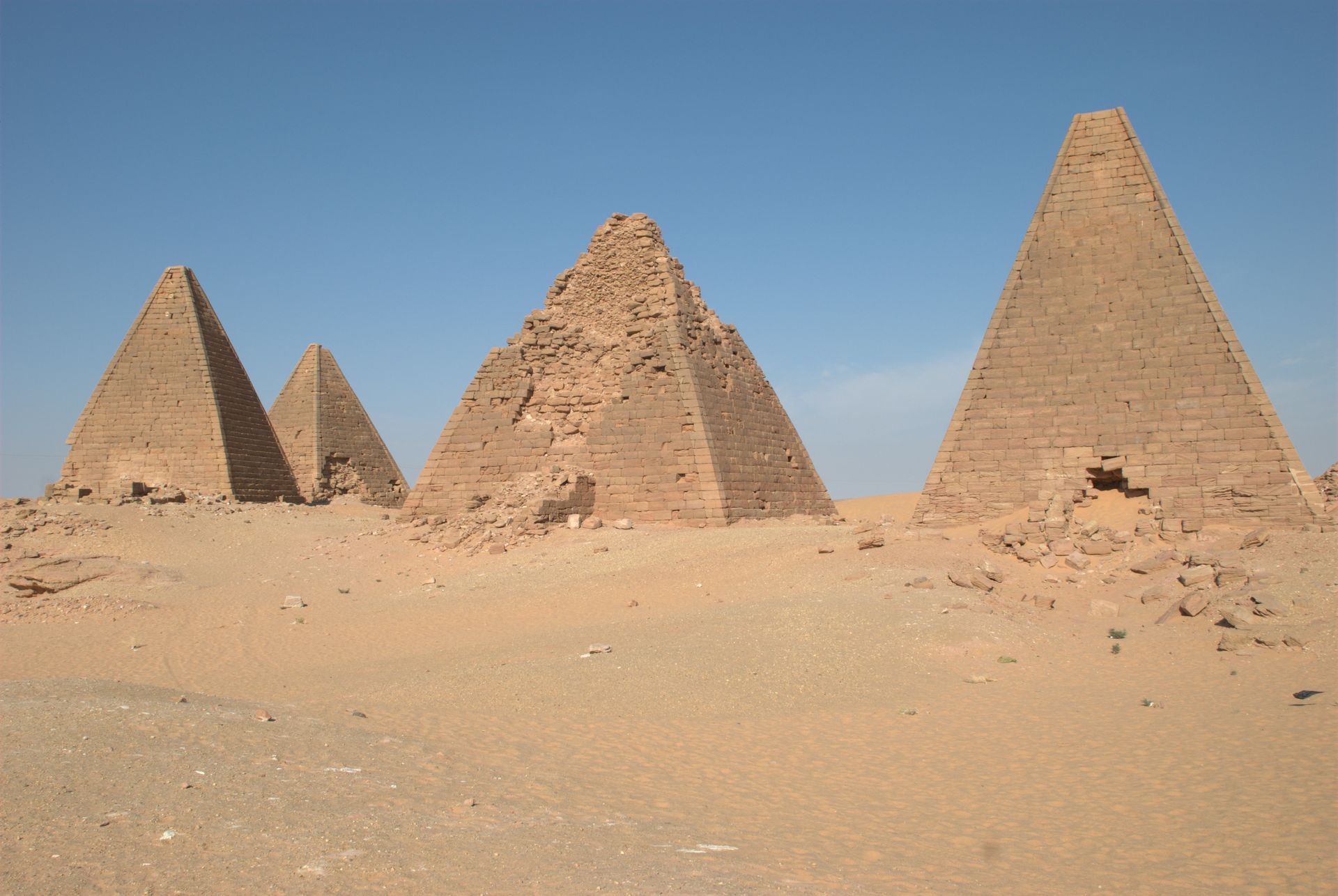
ゲベル・バルカル付近にあるピラミッド
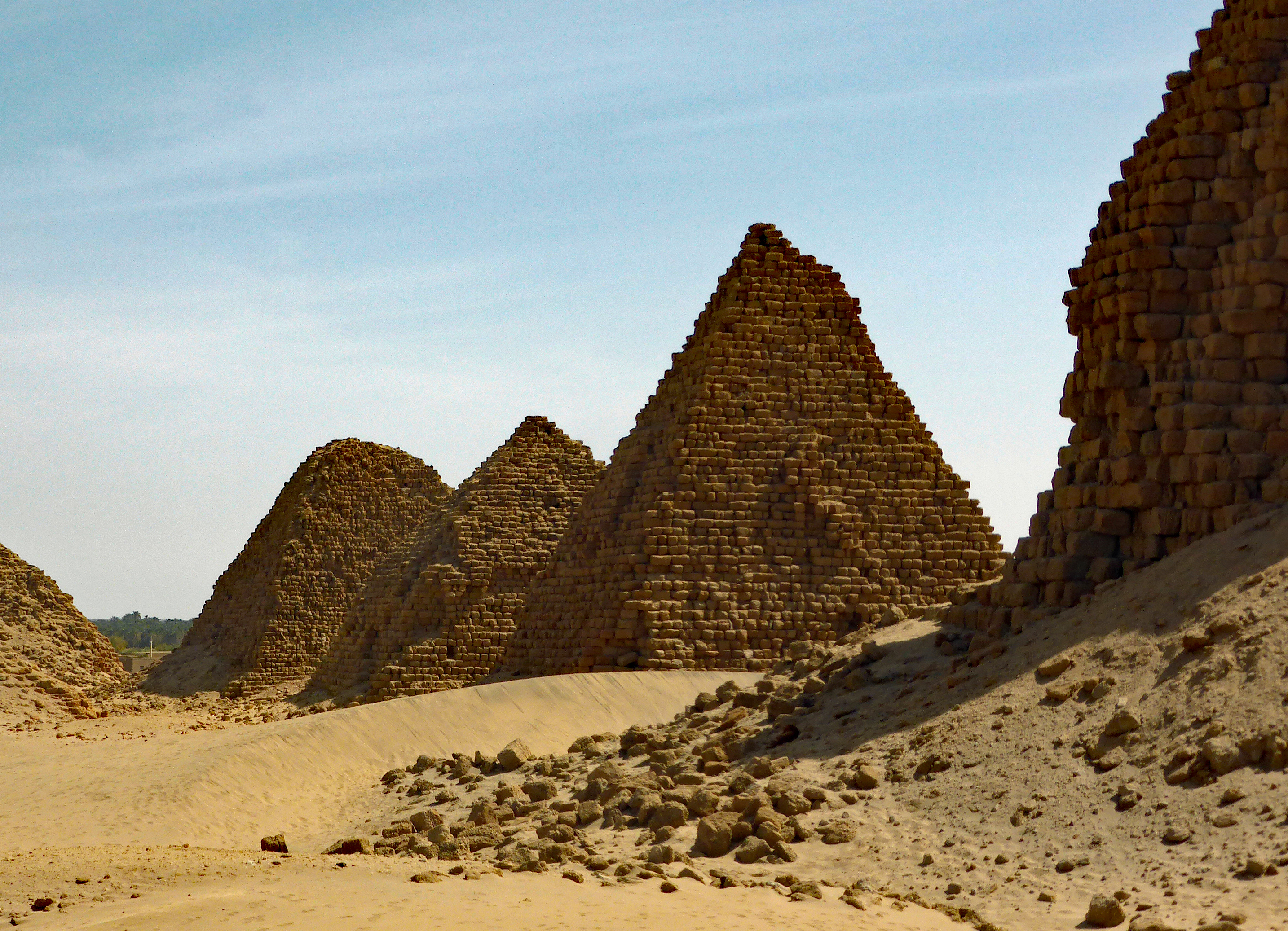
ヌーリ（英語版）にあるピラミッド
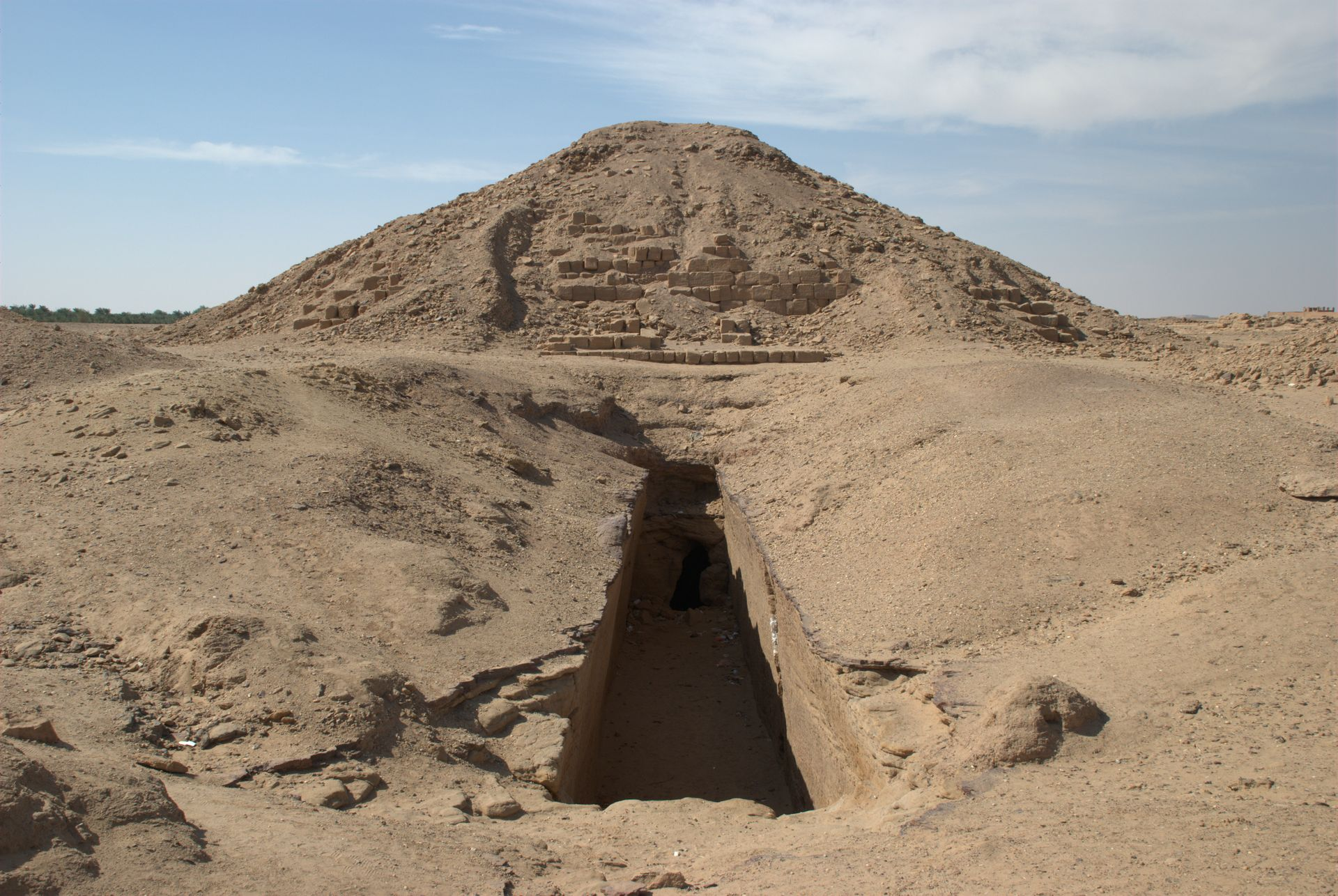
エル・クッルにあるピラミッド
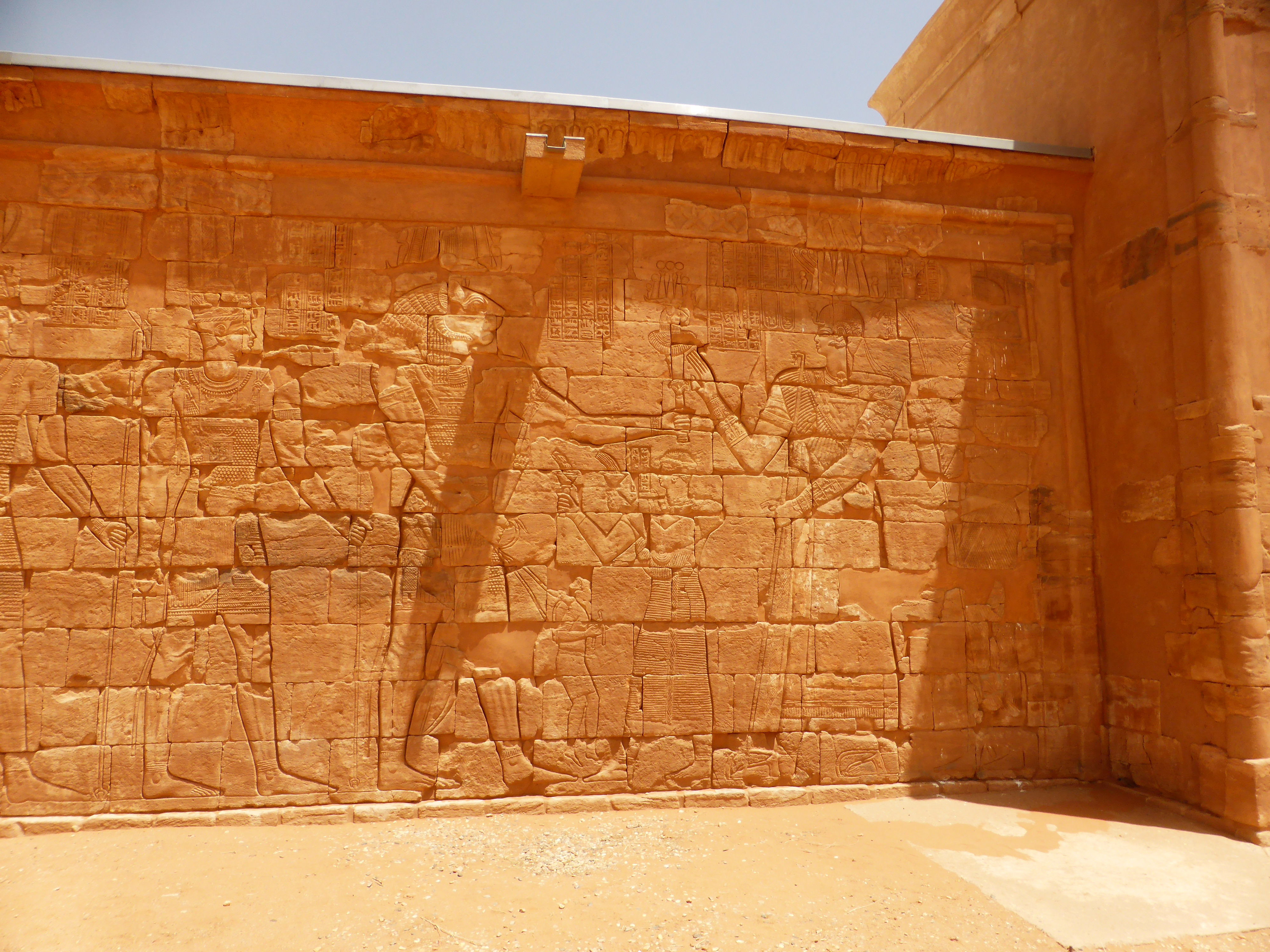
ムサワラット・エス・スフラにあるアペデマク神の神殿におけるアペデマク神のレリーフ
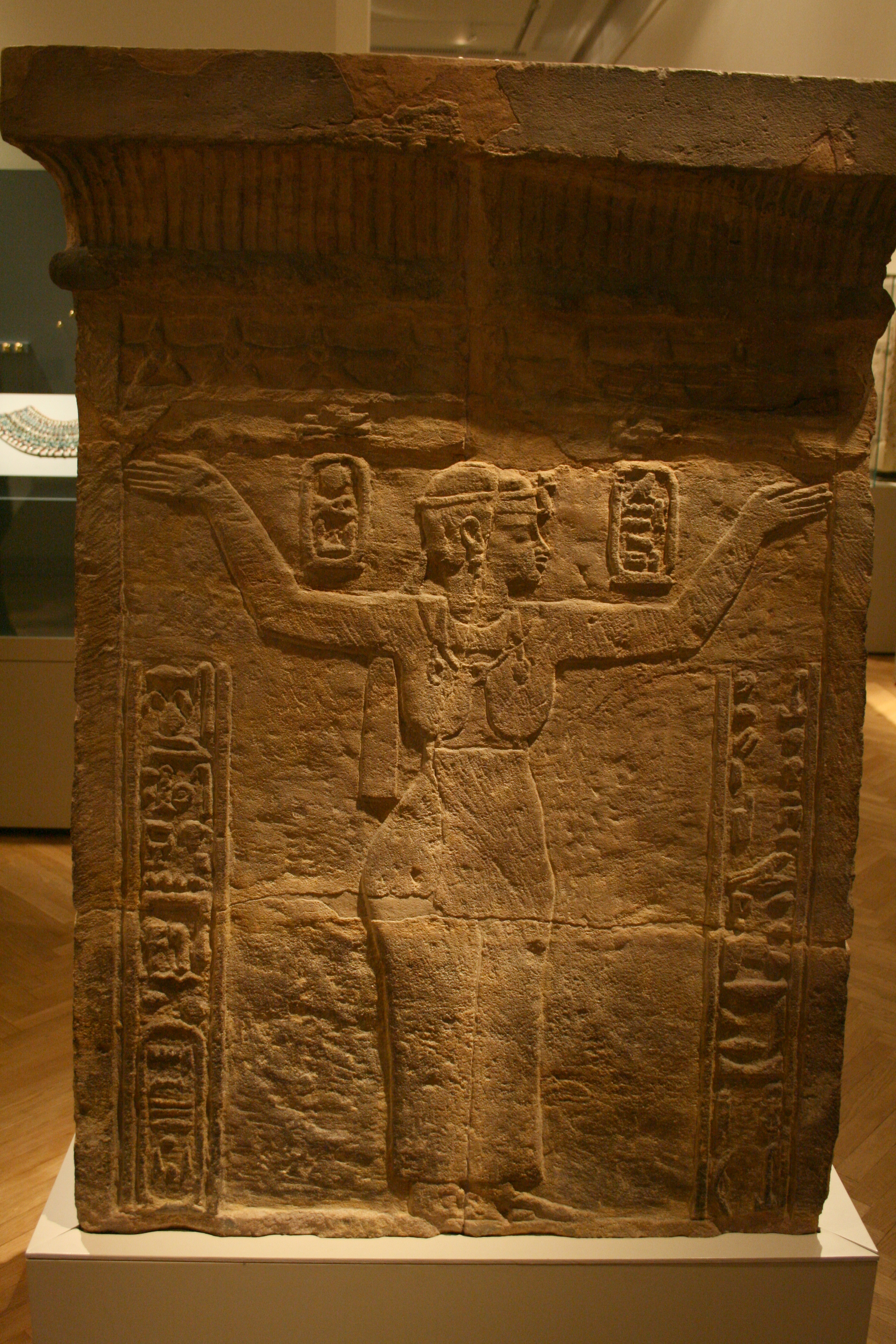
カンダケの一人であるアマニトレ（英語版）のレリーフ